# Harry P. Cain
Harry Pulliam Cain, född 10 januari 1906 i Nashville, Tennessee, död 3 mars 1979 i Miami Lakes, Florida, var en amerikansk republikansk politiker. Han representerade delstaten Washington i USA:s senat 1946-1953.
Cain utexaminerades 1929 från University of the South. Han var sedan verksam inom bankbranschen i Tacoma. Han valdes 1940 till borgmästare i Tacoma och omvaldes 1942. Under sin tjänstledighet deltog han i andra världskriget som major i USA:s armé 1943-1945. Han återvände 1945 till sitt arbete som borgmästare, ett ämbete som han skötte fram till 15 juni 1946.
Senator Monrad Wallgren avgick 1945 för att tillträda som guvernör. Hugh Mitchell efterträdde Wallgren och kandiderade 1946 till en sexårig mandatperiod i senaten men förlorade mot Cain. Mitchell avgick 25 december 1946, några dagar innan Wallgrens ursprungliga mandatperiod skulle ha tagit slut. Cain blev sedan 26 december utnämnd till senaten för de dagar som återstod av den gamla mandatperioden. Han var sedan kvar i senaten hela den följande mandatperioden och kandiderade dessutom till omval. I senatsvalet 1952 förlorade han mot demokraten Henry M. Jackson.
Cain flyttade 1957 till Florida. Han dog 73 år gammal. Efter kremeringen spreds askan över en golfbana i Bethesda, Maryland.